# Stygobromus meschtscherica
Stygobromus meschtscherica is een vlokreeftensoort uit de familie van de Crangonyctidae. De wetenschappelijke naam van de soort is voor het eerst geldig gepubliceerd in 1929 door Borutsky.